# Volta ao Alentejo 2009
Die 27. Volta ao Alentejo fand vom 1. bis 5. April 2009 statt. Das Radrennen wurde in fünf Etappen über eine Distanz von 723,7 Kilometern ausgetragen. Das Rennen ist Teil der UCI Europe Tour 2009 und in die Kategorie 2.1 eingeordnet.

## Etappen
| Etappe    | Tag      | Start – Ziel                           | km    | Etappensieger   | Führender     |
| --------- | -------- | -------------------------------------- | ----- | --------------- | ------------- |
| 1. Etappe | 1. April | Vila Nova de Milfontes – Odemira       | 159   | Maxime Bouet    | Maxime Bouet  |
| 2. Etappe | 2. April | Ferreira do Alentejo – Montemor-o-Novo | 209,9 | Filipe Cardoso  | Maxime Bouet  |
| 3. Etappe | 3. April | Beja – Beja (EZF)                      | 019   | Héctor Guerra   | Héctor Guerra |
| 4. Etappe | 4. April | Alter do Chão – Nisa                   | 164,7 | Cândido Barbosa | Héctor Guerra |
| 5. Etappe | 5. April | Vendas Novas – Évora                   | 171,1 | Cândido Barbosa | Maxime Bouet  |